# شهرستان کمدن (نیوجرسی)
شهرستان کمدن، نیوجرسی (به انگلیسی: Camden County, New Jersey) یک سکونتگاه مسکونی در ایالات متحده آمریکا است که در نیوجرسی واقع شده‌است.